# Wyźrał (Dąbrowa Szlachecka)
Wyźrał – część wsi Dąbrowa Szlachecka w Polsce, położona w województwie małopolskim, w powiecie krakowskim, w gminie Czernichów.
W latach 1975–1998 Wyźrał administracyjnie należał do województwa krakowskiego.